# Kannadiparamba
Kannadiparamba là một thị trấn thống kê (census town) của quận Kannur thuộc bang Kerala, Ấn Độ.

## Nhân khẩu
Theo điều tra dân số năm 2001 của Ấn Độ, Kannadiparamba có dân số 12.656 người. Phái nam chiếm 47% tổng số dân và phái nữ chiếm 53%. Kannadiparamba có tỷ lệ 78% biết đọc biết viết, cao hơn tỷ lệ trung bình toàn quốc là 59,5%: tỷ lệ cho phái nam là 81%, và tỷ lệ cho phái nữ là 75%. Tại Kannadiparamba, 13% dân số nhỏ hơn 6 tuổi.